# Épouville
Épouville is een gemeente in het Franse departement Seine-Maritime (regio Normandië) en telt 2869 inwoners (2005). De plaats maakt deel uit van het arrondissement Le Havre.

## Geografie
De oppervlakte van Épouville bedraagt 5,6 km², de bevolkingsdichtheid is 512,3 inwoners per km².

## Verkeer en vervoer
In de gemeente ligt spoorwegstation Épouville.
De onderstaande kaart toont de ligging van Épouville met de belangrijkste infrastructuur en aangrenzende gemeenten.

## Demografie
Onderstaande figuur toont het verloop van het inwonertal (bron: INSEE-tellingen).